# Zamachy w Bagdadzie (6 kwietnia 2009)
Zamachy bombowe w Bagdadzie zostały przeprowadzone przez terrorystów 6 kwietnia 2009 roku za pomocą sześciu samochodów-pułapek, które wybuchały w różnych dzielnicach stolicy Iraku podczas całego dnia. Nie ma jednak pewności czy zamachy były wcześniej zaplanowane przez jedne ugrupowanie, czy akurat przypadkowo wybuchło 6 aut poprzez zorganizowanie zamachów przez różne organizacje terrorystyczne, ponieważ nikt nie wziął na siebie odpowiedzialności za zamachy.

## Tło
Ataki nastąpiły tydzień po aresztowaniu dowódcy Rady Awakeningu walczącej z Al-Kaidą.
Pomimo spadki przemocy w Iraku od 2003 roku to jednak w 2009 roku, nadal działały liczne organizacje terrorystyczne, które przeprowadzały niemalże codziennie zamachy. W samym tylko marcu w 109 atakach zginęło 250 Irakijczyków.

## Ataki
Sześć samochodów-pułapek wybuchło w różnych bagdadzkich dzielnicach.
W dzielnicy Sadra zginęło co najmniej 10 osób, przy 65 rannych. W centralnej dzielnicy Allawi w eksplozji zginęło 6 osób, 16 zostało rannych. Natomiast dwa wybuchy miały miejsce na targowisku w dzielnicy Husseiniya. Tam zginęły 4 osoby, 12 odniosło rany. Kolejny wybuch samochodu-pułapki wydarzył się w południowym Um al-Maalif, gdzie zginęło 12 osób, 25 zostało rannych. Ostatnia bomba wybuchła w Nowym Bagdadzie koło konwoju Ministerstwa Spraw Zagranicznych.
Do zorganizowania zamachów nikt się nie przyznał.